# Peter Schneidewind
Peter Schneidewind (* 27. Dezember 1967 in Hannover) ist ein deutscher Manager und Geschäftsführer des Maschinenbauunternehmens RENA Technologies GmbH.

## Karriere
Nach verschiedenen Positionen in der Industrie wechselte Schneidewind April 1998 in die Strategieberatung zu Roland Berger Strategy Consultants nach München, wo er zuletzt die Bereiche Halbleiter und Erneuerbare Energien führte.
Zum 1. September 2007 wechselte er zur ErSol AG, die er bis Juni 2012 als Director ErSol Modules führte. Im März 2008 wurde er neben Claus Beneking, Ekhard von Dewitz und Jürgen Pressl Vorstandsmitglied der ErSol AG in Arnstadt.

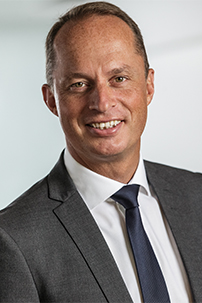
Peter Schneidewind, Geschäftsführer der RENA Technologies GmbH

Mit der Übernahme der ErSol AG durch Bosch und Umbenennung in Bosch Solar Energy AG wechselte Peter Schneidewind in den Bosch-Konzern. Als Mitglied des Bereichsvorstands des Bosch Solar Energy AG verantwortete Peter Schneidewind die Bereiche Vertrieb, Produktmanagement und Marketing.
Anfang Juli 2012 übernahm Schneidewind bei Bosch Power Tools die Leitung des Geschäftsbereichs Power Tools Accessories in Solothurn, Schweiz.
Zu Beginn des Jahres 2015 kehrte Schneidewind als Senior Partner im Competence Center Engineered Products & High Tech in Zürich zu Roland Berger zurück. Er unterstützte in seiner Funktion vorwiegend Hightech-Unternehmen bei Wachstumsstrategien und Vertriebsthemen.
Im Oktober 2017 übernahm Schneidewind die Unternehmensführung der RENA Technologies GmbH in Gütenbach, eines Maschinenbauunternehmens für die Branchen Halbleiter, Medizintechnik, Glas und erneuerbare Energien.